# Équipe des États-Unis féminine de soccer des moins de 20 ans
Cet article traite de l'équipe féminine. Pour l'équipe masculine, voir Équipe des États-Unis des moins de 20 ans de soccer.
Maillots
L'équipe des États-Unis féminine de football des moins de 20 ans est l'équipe nationale qui représente les États-Unis dans les compétitions féminines de football réservées aux moins de 20 ans. Elle est gérée par la Fédération des États-Unis de soccer.

## Parcours

### Parcours en Championnat d'Amérique du Nord, centrale et Caraïbe des moins de 20 ans
| Édition | Performance             | J  | V  | N | D | BP  | BC | Sélectionneur   |
| ------- | ----------------------- | -- | -- | - | - | --- | -- | --------------- |
| 2002    | Pas de finale organisée | 3  | 3  | 0 | 0 | 34  | 1  | Tracey Leone    |
| 2004    | Finaliste               | 5  | 3  | 1 | 1 | 32  | 3  | Mark Krikorian  |
| 2006    | Vainqueur               | 5  | 5  | 0 | 0 | 19  | 3  | Tim Schulz      |
| 2008    | Finaliste               | 5  | 4  | 0 | 1 | 20  | 1  | Tony DiCicco    |
| 2010    | Vainqueur               | 5  | 5  | 0 | 0 | 15  | 2  | Jill Ellis      |
| 2012    | Vainqueur               | 4  | 4  | 0 | 0 | 24  | 1  | Steve Swanson   |
| 2014    | Vainqueur               | 5  | 5  | 0 | 0 | 29  | 0  | Michelle French |
| 2015    | Vainqueur               | 5  | 4  | 1 | 0 | 22  | 3  | Michelle French |
| 2018    | Finaliste               | 5  | 3  | 2 | 0 | 8   | 4  | Jitka Klimková  |
| 2020    | Vainqueur               | 7  | 7  | 0 | 0 | 44  | 1  | Laura Harvey    |
| 2022    | Vainqueur               | 7  | 7  | 0 | 0 | 49  | 0  | Tracey Kevins   |
| 2023    | Finaliste               | 5  | 4  | 0 | 1 | 18  | 5  | Tracey Kevins   |
| Total   | —                       | 61 | 54 | 4 | 3 | 314 | 24 | —               |

### Parcours en Coupe du monde des moins de 20 ans

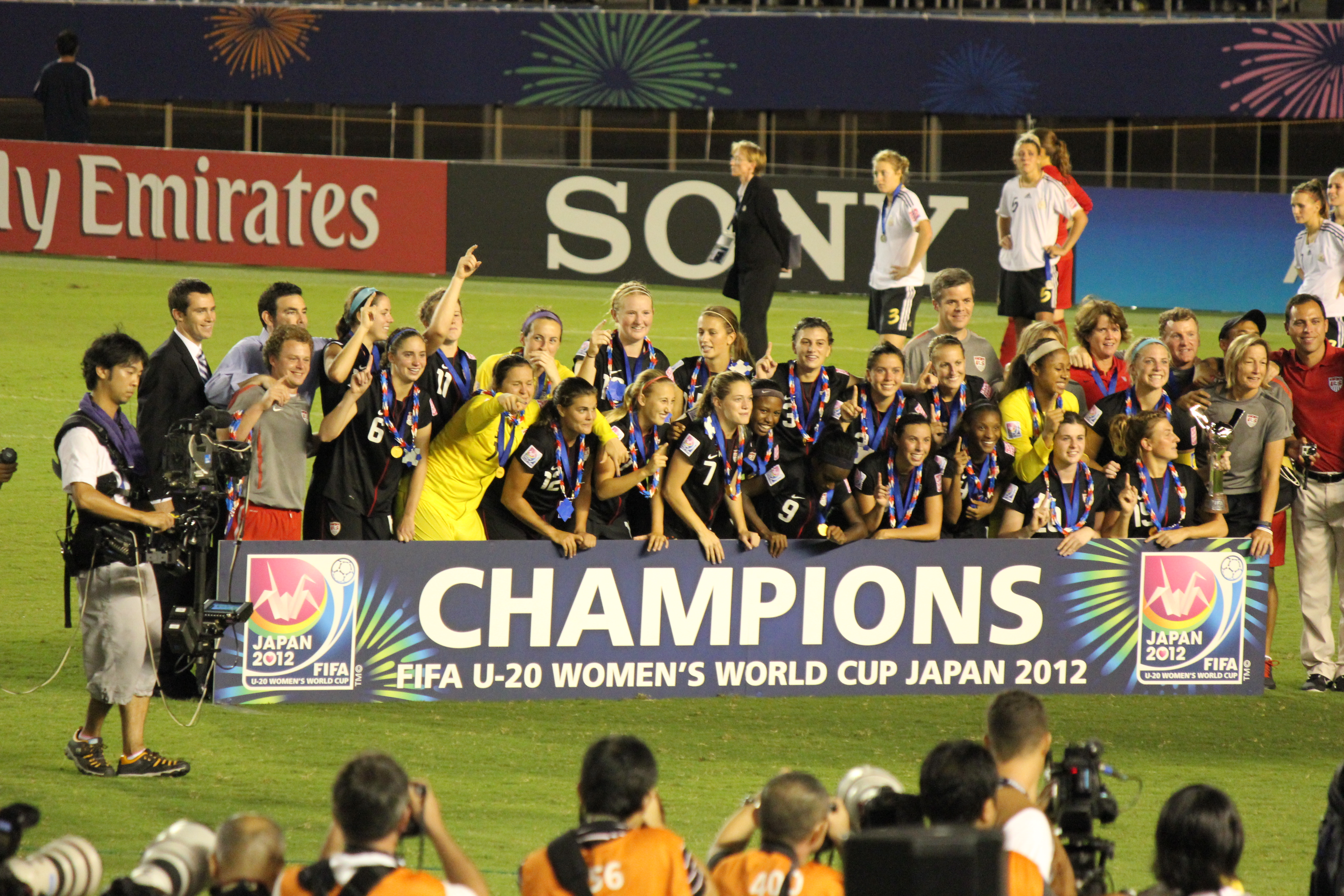
Après la remise des prix lors de la Finale de la Coupe du monde U-20 de la FIFA en 2012 au Japon.

| Édition | Performance      | J  | V  | N | D | BP  | BC | Sélectionneur   |
| ------- | ---------------- | -- | -- | - | - | --- | -- | --------------- |
| 2002    | Vainqueur        | 6  | 6  | 0 | 0 | 26  | 2  | Tracey Leone    |
| 2004    | Troisième        | 6  | 5  | 0 | 1 | 14  | 4  | Mark Krikorian  |
| 2006    | Quatrième        | 6  | 4  | 2 | 0 | 11  | 3  | Tim Schulz      |
| 2008    | Vainqueur        | 6  | 5  | 0 | 1 | 12  | 3  | Tony DiCicco    |
| 2010    | 1/4 de finale    | 4  | 2  | 2 | 0 | 8   | 2  | Jill Ellis      |
| 2012    | Vainqueur        | 6  | 4  | 1 | 1 | 10  | 5  | Steve Swanson   |
| 2014    | 1/4 de finale    | 4  | 2  | 1 | 1 | 5   | 3  | Michelle French |
| 2016    | Quatrième        | 6  | 2  | 2 | 2 | 7   | 6  | Michelle French |
| 2018    | Phase de groupes | 3  | 1  | 1 | 1 | 8   | 3  | Jitka Klimková  |
| 2022    | Phase de groupes | 3  | 1  | 0 | 2 | 4   | 6  | Tracey Kevins   |
| Total   | —                | 50 | 32 | 9 | 9 | 105 | 37 | —               |

## Palmarès

### Championnat d'Amérique du Nord, centrale et Caraïbe
- Vainqueur : 2006, 2010, 2012 et 2014
- Finaliste : 2004 et 2008

### Coupe du monde
- Vainqueur : 2002, 2008 et 2012
- Troisième place : 2004

## Principales joueuses notables
| - Lori Chalupny (2002) - Leslie Osborne (2002) - Megan Rapinoe (2004) | - Tobin Heath (2006) - Lauren Cheney (2006-2007) - Alex Morgan (2008) | - Sydney Leroux (2008-2010) - Amy Rodriguez (2004-2006) - Lindsay Tarpley (2001-2002) | - Heather O'Reilly (2001-2002) - Becky Sauerbrunn (2004) - Rachel Buehler (2002-2004) | - Stephanie Cox (2004-2006) - Kelley O'Hara (2006-2008) - Lindsey Horan (2012) |  |

| Rang | Joueuse         | Nbre de sélections | Années    |
| ---- | --------------- | ------------------ | --------- |
| 1    | Maya Hayes      | 43                 | 2010–2012 |
| 2    | Crystal Dunn    | 39                 | 2010–2012 |
| 2    | Ashlyn Harris   | 39                 | 2002–2004 |
| 2    | Sydney Leroux   | 39                 | 2008–2010 |
| 3    | Samantha Mewis  | 38                 | 2010–2012 |
| 4    | Kelley O'Hara   | 35                 | 2006–2008 |
| 5    | Kerri Hanks     | 30                 | 2002–2004 |
| 6    | Christine Nairn | 28                 | 2008–2010 |
| 7    | Teresa Noyola   | 26                 | 2007–2010 |
| 7    | Lindsay Tarpley | 26                 | 2001–2002 |

| Rang | Joueuse          | Buts marqués | Années    |
| ---- | ---------------- | ------------ | --------- |
| 1    | Kelly Wilson     | 31           | 2001–2002 |
| 2    | Sydney Leroux    | 24           | 2008–2010 |
| 2    | Kelley O'Hara    | 24           | 2006–2008 |
| 2    | Lindsay Tarpley  | 24           | 2001–2002 |
| 3    | Kerri Hanks      | 22           | 2002–2004 |
| 4    | Heather O'Reilly | 18           | 2001–2002 |
| 5    | Maya Hayes       | 16           | 2010–2012 |
| 6    | Lauren Cheney    | 15           | 2006–2007 |
| 7    | Amy Rodriguez    | 11           | 2004–2006 |
| 8    | Chi Ubogagu      | 9            | 2012–     |